# Gyula Vargyassy
Gyula Vargyassy, madžarski feldmaršal, * 1893, † 1958.